# Estado de conservação
Estado de conservação se refere à dinâmica das populações de determinada espécie, ou táxon superior, de um ser vivo.
Geralmente, a ameaça a espécies se deve atualmente à ação antrópica, seja pela agricultura convencional, a construção de cidades, ou de estradas, hidrelétricas e outras obras.
O estudo das populações permite acompanhar seu estado de conservação, mas a proteção delas depende de medidas de preservação que são tomadas pelos poderes públicos ou, às vezes, por particulares. Entre os primeiros temos, no Brasil, as Unidades de Conservação (UCs), e entre os segundos, as Reservas Particulares do Património Natural (RPPNs).

## Categorias
A IUCN classifica dada população em uma das nove categorias (a abreviação que segue é, por convenção, da categoria em inglês).
Existem duas categorias para taxa que não possuem mais registros na natureza:
- Extinta EX (do inglês, Extinct): não existem indivíduos vivos conhecidos.
- Extinta na natureza EW (do inglês, Extinct in the Wild): o táxon ocorre apenas em áreas de cultivo, cativeiro, ou em populações inseridas na natureza, muito diferente de sua ocorrência original.

Para as espécies em risco de extinção, a IUCN considera três categorias:
- Criticamente em perigo CR (do inglês, Critically Endangered): o táxon corre risco extremamente alto de extinção a curto prazo.
- Em perigo EN (do inglês, Endangered): o táxon corre risco alto de extinção a curto prazo.
- Vulnerável VU (do inglês, Vulnerable): existe risco alto de extinção a médio prazo.

Existem também categorias para taxa com baixo risco de extinção:
- Quase ameaçada NT (do inglês, Near Threatened):  não existe risco de extinção mas pode passar a existir, caso não sejam tomadas medidas para sua conservação.
- Pouco preocupante LC (do inglês, Least Concern): taxa o incluídos nessa categoria quando não existe possibilidade de serem extintos com as atuais condições.

Outras categorias se referem a taxa que não possuem dados os suficientes para concluir a cerca de seu estado de conservação e a taxa que não foram avaliados.
- Dados Deficientes DD: os dados disponíveis não permitem concluir o real estado de conservação, sendo necessários mais estudos para tal.
- Não avaliada NE: o táxon não foi avaliado segundo os critérios da IUCN.

## Critérios de classificação segundo aIUCN
Os critérios da União Internacional para a Conservação da Natureza e dos Recursos Naturais (A-E) foram desenvolvidos para aumentar a objetividade nas avaliações de risco de extinção de espécies, sendo aplicáveis para a maioria dos organismos. As espécies são enquadradas em uma das três categorias de ameaça somente se responderem aos limiares quantitativos especificados para cada uma delas:
- População e Tamanho da População (Critérios A, C e D): número total de indivíduos do táxon.
- Subpopulações (Critérios B e C): grupos da população que estão separados geograficamente ou por outros fatores, dentre os quais o baixo intercâmbio genético ou demográfico.
- Indivíduos Maduros (Critérios A, B, C e D): refere-se ao número de indivíduos conhecido, estimado ou inferido, com capacidade de reproduzir-se.
- Geração (Critérios A, C e E): a duração de uma geração é a idade média dos pais na população presente; é maior que a idade da primeira reprodução e menor que a idade do indivíduo reprodutor mais velho, com exceção para os táxons que se reproduzem uma só vez.
- Redução (Critério A): é a diminuição no número de indivíduos maduros em uma porcentagem definida pelo critério por um período de tempo (em anos) especificado, ainda que a diminuição não necessariamente continue depois. A fase descendente de uma flutuação natural na população não é considerada redução.
- Declínio Contínuo (Critérios B e C): é uma diminuição recente, atual ou projetada no futuro (que pode ser interrompida, irregular ou esporádica), a qual é provável que continue, a menos que se adotem medidas urgentes para conter o declínio.
- Flutuações Extremas (Critérios B e C): pode-se dizer que flutuações extremas estão ocorrendo em certos taxa quando o tamanho da população ou a área de distribuição varia de forma muito ampla, rápida e frequente.
- Severamente Fragmentadas (Critério B): este conceito se refere àquela situação em que os riscos de extinção do táxon aumentam como resultado de que a maioria dos indivíduos se encontra em subpopulações pequenas e relativamente isoladas. Essas subpopulações podem se extinguir com uma probabilidade reduzida de recolonização.
- Extensão de Ocorrência (Critérios A e B): é a área contida dentro do menor limite imaginário contínuo que pode ser traçada, de modo a abranger todos os sítios conhecidos, projetados ou inferidos, em que um táxon esteja presente, excluindo-se os pontos de dispersão casual. A extensão de ocorrência pode ser medida pelo mínimo polígono convexo (polígono de menor superfície, que contém todos os registros de ocorrência, de modo que nenhum dos seus ângulos internos excede a 180 graus).
- Área de Ocupação (Critérios A, B e D): é a área dentro da extensão de ocorrência que é efetivamente ocupada por um táxon, excluindo-se aquelas eventualmente visitadas. A medida reflete o fato de um táxon comumente não ocorrer em toda a área de sua extensão de ocorrência, uma vez que essa pode conter habitats inadequados ou até mesmo não ocupados.
- Localidade (Critérios B e D): define uma área distinta geográfica ou ecologicamente, na qual apenas um evento pode afetar drasticamente todos os indivíduos do táxon nela presentes.
- Análise Quantitativa (Critério E): definida como qualquer forma de análise que estime a probabilidade de extinção de um táxon a partir de dados baseados na história de vida conhecida, nos requerimentos de habitat, nas ameaças e em qualquer opção de manejo especificada.